# Euxoa sagitta
Euxoa sagitta är en fjärilsart som beskrevs av Jacob Hübner 1827. Euxoa sagitta ingår i släktet Euxoa och familjen nattflyn. Inga underarter finns listade i Catalogue of Life.